# Kathy Hilton
Kathleen Elizabeth Avanzino-Hilton (Whittier, California, 13 de marzo de 1959), conocida como Kathy Hilton, es una actriz retirada, socialité y personalidad de televisión estadounidense. Es la madre de las celebridades Paris y Nicky Hilton.

## Primeros años
Hilton es la hija de Kathleen Mary (nacida Dugan; 1938–2002) y Laurence K. Avanzino (1935–1997). Su abuelo paterno era de ascendencia italiana. También cuenta con ascendencia irlandesa y escocesa. Sus padres se divorciaron, y su madre se volvió a casar con Kenneth E. Richards (1917–1998), quien ya tenía tres hijos de un matrimonio previo. Del matrimonio nacieron sus dos medio hermanas, las actrices Kim y Kyle Richards. Hilton también tiene cinco medio hermanos del segundo matrimonio de su padre. Se graduó de un colegio privado en Los Ángeles, donde se hizo amiga de Michael Jackson. Se mantuvieron en contacto hasta la muerte de este en 2009.

## Carrera

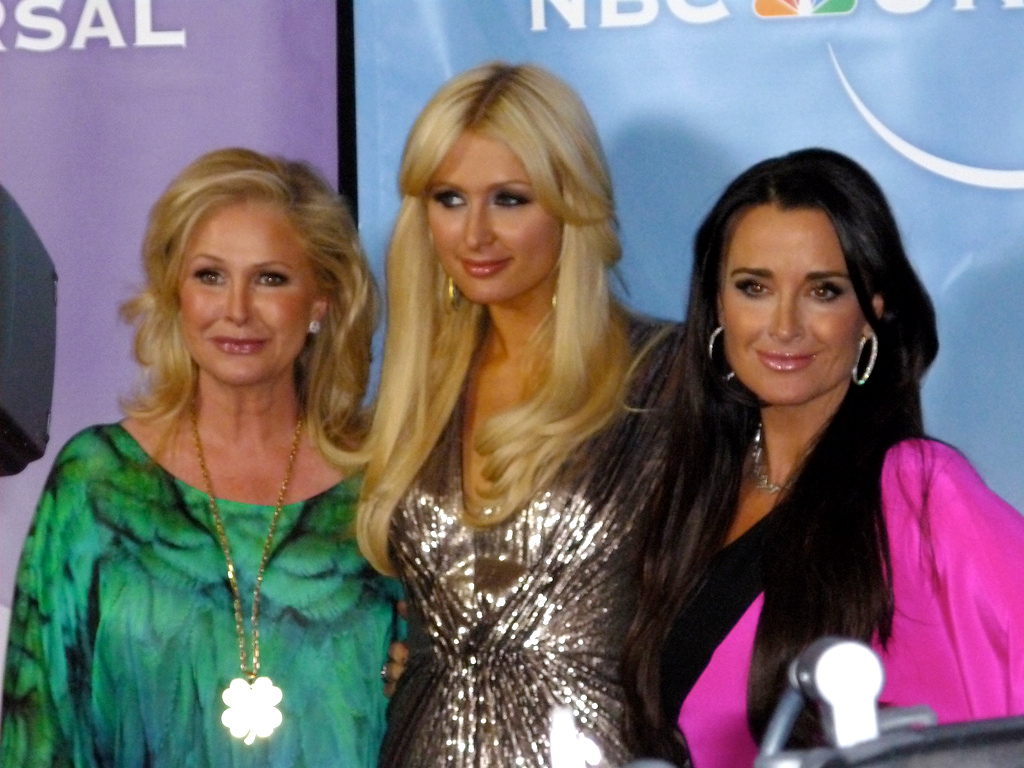
De derecha a izquierda, Kathy Hilton, su hija Paris y su medio hermana Kyle Richards en una fiesta de la NBC, febrero de 2011

En 1968, Hilton comenzó a trabajar como actriz, retirándose en 1979. Entre sus papeles notables destacan Nanny and the Professor, Bewitched, Family Affair, Happy Days, The Rockford Files, y películas como The Dark y On the Air Live with Captain Midnight. En un episodio de 2008 de The Young and the Restless, hizo un cameo como ella misma.
En 2005, presentó el programa de telerrealidad, I Want To Be a Hilton en NBC. También apareció en The World According to Paris en 2011.
En junio de 2012, Hilton comentó que se niega a ver el programa de sus medio hermanas Kim y Kyle Richards en The Real Housewives of Beverly Hills, declarando que le hace "romperse a llorar" viendo sus vidas "ser destrozadas".

## Negocios
En la décadas de los 80 y principios de los 90, Hilton gestionó su propia tienda de antigüedades The Staircase on Sunset Plaza en Los Ángeles. Debutó su venta de merchandising por televisión en el canal QVC. En 2007, empezó a vender productos de cuidado de la piel en HSN.
Desde 2012, ha diseñado la colección Kathy Hilton de vestidos de fiestas, vendidos en 400 tiendas alrededor del mundo, incluyendo en Neiman Marcus, Saks Fifth Avenue y Nordstrom.

## Filantropía
Es conocida por sus labores filantrópicas. En 2007, recaudó dinero para la Make-A-Wish Foundation, pidiéndole a las celebridades que hicieran pujas por sus objetos y donaran el dinero a la fundación. En 2011, junto a sus hijas, recibió el premio de Starlight Children's Foundation en su gala  'A Stellar Night' en Century City.

## Familia
Se casó con Richard Hilton, el 24 de noviembre de 1979. Tienen cuatro hijos y ocho nietos. 
- Paris Hilton (nacida el 17 de febrero de 1981) en Nueva York, Estados Unidos
  - Phoenix Reum (2023)
  - Reum (2023)
- Nicky Hilton (nacida el 5 de octubre de 1983)
  - Lily-Grace Victoria Rothschild (nacida el 8 de julio de 2016)
  - Teddy Marilyn Rothschild (nacida el 20 de diciembre de 2017)
  - Chasen Rothschild (nacido en julio de 2022)
- Nicholas Barron Hilton II (nacido el 7 de noviembre de 1989)
  - Milou Alizée Hilton (nacida el 11 de marzo de 2020)
  - Caspian Barron Hilton (nacido el 4 de septiembre de 2022)
  - Apollo Winter Hilton (nacido el 8 de marzo de 2024)
- Conrad Hilton III  (nacido el 3 de marzo de 1994)

En 2005, Kathy, su esposo, y sus dos hijos más jóvenes se trasladaron a una mansión construida en la década de 1930 en Bel-Air, California. La familia también tiene una casa en The Hamptons.